# Powiat de Biała Podlaska
Pour les articles homonymes, voir Biała Podlaska (homonymie).
Le powiat de Biała Podlaska (polonais : powiat bialski) est un powiat (district) de la voïvodie de Lublin, dans le sud-est de la Pologne.
Il est né le 1er janvier 1999, à la suite des réformes polonaises de gouvernement local passées en 1998. 
Le siège administratif du powiat est la ville de Biała Podlaska, bien qu'elle ne fasse pas partie du territoire du powiat. Il y a deux autres villes dans le powiat : Międzyrzec Podlaski qui se trouve à 24 kilomètres à l'ouest de Biała Podlaska et la ville frontalière de Terespol qui se trouve 32 kilomètres à l'est de Biała Podlaska.
Le district couvre une superficie de 2 753,67 kilomètres carrés. En 2006, sa population totale est de 113 764 habitants, avec une population pour la ville de Międzyrzec Podlaski de 17 162 habitants, pour la ville de Terespol de 5 969 habitants et une population rurale de 90 633 habitants.

## Division administrative
Le district est subdivisé en 19 gminy (communes) (2 urbaines et 17 rurales) :
Le powiat de Biała Podlaska comprend 19 communes.
- Communes urbaines : Międzyrzec Podlaski, Terespol
- Communes rurales : Biała Podlaska, Drelów, Janów Podlaski, Kodeń, Konstantynów, Leśna Podlaska, Łomazy, Międzyrzec Podlaski, Piszczac, Rokitno, Rossosz, Sławatycze, Sosnówka, Terespol, Tuczna, Wisznice, Zalesie, Kołczyn-Kolonia.

Celles-ci sont inscrites dans le tableau suivant, dans l'ordre décroissant de la population.
| Gmina                                                   | Type   | Supérficie (km²) | Population (2008) | Chef-lieu             |
| Międzyrzec Podlaski                                     | urbain | 20,0             | 17 162            |                       |
| Gmina Biała Podlaska                                    | rural  | 324,8            | 12 299            | Biała Podlaska *      |
| Gmina Międzyrzec Podlaski                               | rural  | 261,6            | 10 313            | Międzyrzec Podlaski * |
| Gmina Piszczac                                          | rural  | 169,9            | 7 554             | Piszczac              |
| Gmina Terespol                                          | rural  | 141,3            | 7 037             | Terespol *            |
| Terespol                                                | urbain | 10,1             | 5 969             |                       |
| Gmina Janów Podlaski                                    | rural  | 135,0            | 5 553             | Janów Podlaski        |
| Gmina Drelów                                            | rural  | 228,0            | 5 535             | Drelów                |
| Gmina Łomazy                                            | rural  | 200,4            | 5 431             | Łomazy                |
| Gmina Wisznice                                          | rural  | 173,0            | 5 199             | Wisznice              |
| Gmina Zalesie                                           | rural  | 147,2            | 4 566             | Zalesie               |
| Gmina Leśna Podlaska                                    | rural  | 97,7             | 4 494             | Leśna Podlaska        |
| Gmina Konstantynów                                      | rural  | 87,1             | 4 065             | Konstantynów          |
| Gmina Kodeń                                             | rural  | 150,3            | 3 998             | Kodeń                 |
| Gmina Tuczna                                            | rural  | 170,4            | 3 507             | Tuczna                |
| Gmina Rokitno                                           | rural  | 140,8            | 3 315             | Rokitno               |
| Gmina Sosnówka                                          | rural  | 148,4            | 2 747             | Sosnówka              |
| Gmina Sławatycze                                        | rural  | 71,7             | 2 616             | Sławatycze            |
| Gmina Rossosz                                           | rural  | 76,1             | 2 404             | Rossosz               |
| * Le siège ne fait pas partie du territoire de la gmina |        |                  |                   |                       |

## Démographie
Données du 30 juin 2005 :
| Description | Total   | Total | Femmes | Femmes | Hommes | Hommes |
| ----------- | ------- | ----- | ------ | ------ | ------ | ------ |
| Unité       | Nombre  | %     | Nombre | %      | Nombre | %      |
| Population  | 114 227 | 100   | 57 765 | 50,57  | 56 462 | 49,43  |
| Urbain      | 23 255  | 20,36 | 11 987 | 10,49  | 11 268 | 9,86   |
| Rural       | 90 972  | 79,64 | 45 778 | 40,08  | 45 194 | 39,57  |

## Histoire
De 1975 à 1998, les différentes gminy du powiat actuel appartenaient administrativement à la Voïvodie de Biała Podlaska.